# Eve-cinemastaff
『eve』は、cinema staffの5枚目のオリジナルアルバムである。2016年5月18日にポニーキャニオンからリリースされた。
| スタブアイコン | サブスタブ | この項目は、まだ閲覧者の調べものの参照としては役立たない、アルバムに関連した書きかけの項目です。この項目を加筆・訂正などしてくださる協力者を求めています（P:音楽/PJ:アルバム）。 |